# Обретеник
Обрéтеник е село в Северна България. То се намира в община Борово, област Русе.

## География
Обретеник е разположено югозападно от град Русе, вдясно от шосейната магистрала Русе-Велико Търново-София. То е от „събран-купов“ тип и заема 1553 дка от равнинната част на прилежащия му район, чиято обща площ е над 37 000 дка.
В далечното минало селото се е ползвало със славата на селище, разположено в пръстен от вековни гори, за които днес напомнят наименованията на редица местности. Горското му богатство сега включва няколко култивирани горски масиви, в които преобладаващи дървесни видове са липа, дъб, габър, бряст, клен, леска.
Районът е беден на повърхностно течащи и подземни води. Малко са и полезните изкопаеми.
Климатът е континентален, с ярко изразено горещо лято и студена зима.